# Skafism
Skafism, även känd som "båtarna", var en gammal persisk avrättningsmetod som syftade till att orsaka en torterande död och som finns nedtecknad av persernas "ärkefiender" grekerna. Namnet kommer från grekiskans skáphe som betyder urgröpt eller urholkad.

## Utförande
Det avsedda offret kläddes av naken och fästes sedan stadigt i det inre utrymmet av två smala roddbåtar (eller urholkade trädstammar) där den ena båten lagts ovanpå den andra. Offret hade huvudet, händerna och fötterna utstickande. Den dömde tvingades sedan att inta mjölk och honung till den grad att den fick svår diarré, och ytterligare honung hälldes på honom för att locka insekter. Särskild uppmärksamhet ägnades åt ögon, öron, mun, ansikte, könsorgan och anus. I vissa fall blandade bödeln mjölk och honung och hällde denna blandning över offret. Offret lämnades sedan flytande på en stagnerande damm eller utsattes för stark sol. Den försvarslösa individens avföring samlades sedan inuti båten, så att ännu fler insekter lockades. Insekterna började därefter äta och föröka sig i offrets exponerade kött, vilket ledde till att grävande insekter orsakade strypning av blodtillförseln och därmed vävnadsdöd. Individen skulle ligga naken, täckt från topp till tå i mjölk, honung och sin egen avföring. I vissa fall upprepades matningen dagligen för att förlänga tortyren, så att dödlig uttorkning eller svält uteblev. Döden, när den så småningom inträffade, berodde sannolikt på en kombination av uttorkning, svält och septisk chock. Efter ett par dagar lär offren ha drabbats av delirium.